# Tomás Yepes

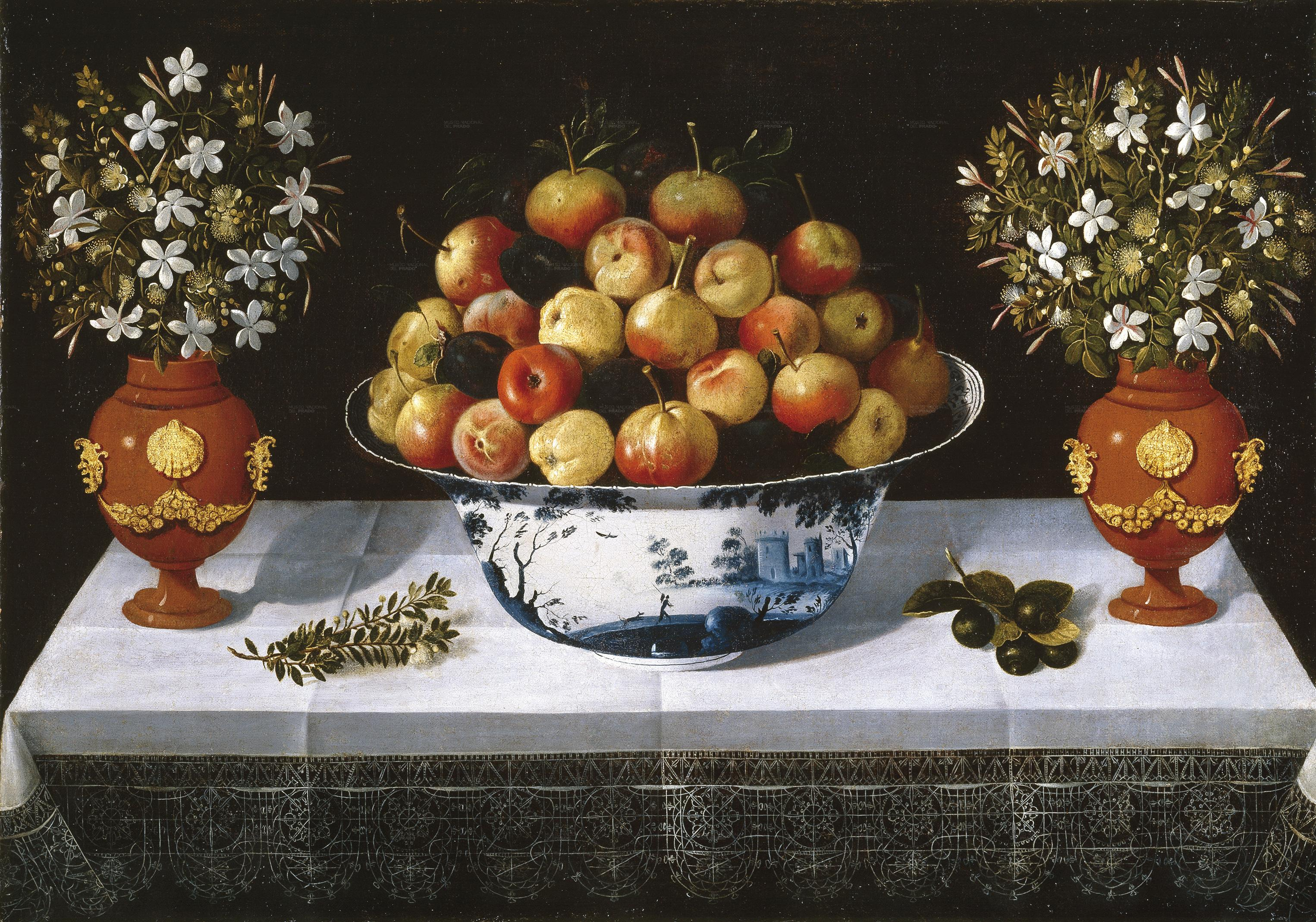
Fruiter de Delft i dos florers, oli sobre llenç, 67 x 96 cm. Madrid, Museu del Prado. Datat en 1642, és un dels dos primers bodegones de Yepes conservats.

Tomás Yepes o Hiepes (mort a València, 1674) va ser un pintor barroc espanyol, especialitzat en la pintura de natura morta i floreres, de la qual va arribar a ser el millor exponent a València, on aquest gènere es va introduir amb cert retard. De Yepes es conserva un nombre relativament abundant de pintures signades entre 1642 i 1674, llatinitzant freqüentment el seu cognom, Hiepes, a partir de les obres datades després de 1650.

## Biografia
Poques dades es coneixen de la seva vida. Alfonso Pérez Sánchez suposa que es tracti del mateix «Tomás Yepes, pintor» que apareix inscrit el 1616 al Col·legi de Pintors de València. El 1630 surt esmentat en diversos documents notarials, ja casat i establert a València i en tractes comercials amb Medina del Campo. Per aquelles dates una germana del pintor, Vicenta, propietària d'una confiteria, va entaular un plet contra ell reclamant-li el pagament d'uns deutes, que Yepes declarava haver satisfet amb el lliurament d'algunes pintures de gènere religiós. El 1632 el notari Vicente Corts li va comprar uns quadres de fruites pel preu de vuit lliures valencianes, però la següent notícia documental relativa a l'obra de l'artista (1638), torna a fer referència a pintures de devoció juntament amb quatre paisatges. De 1642 data el primer oli signat. En 1655 Marco Antonio Ortí, en el llibre que va dedicar a les festes pel segon centenari de la canonització de Sant Vicent Ferrer, esmentava a Yepes com l'autor de les pintures que es van disposar en el claustre de Santo Domingo, en el qual «hi havia molts quadres, on estaven pintats molts gèneres de fruites, tots fills del pinzell de la mà de Yepes que és el pintor que, per raó d'aquest llinatge d'imitació de fruites ha sabut adquirir molt singular opinió i crèdit».
Les seves primeres obres emparenten amb la producció de Van der Hamen, una mica arcaiques per a aquestes dates, amb la rigorosa simetria de les seves composicions, la il·luminació tenebrista i la insistència a remarcar la qualitat dels objectes subratllant els seus contorns i aplicant veladures. Es tracta de composicions senzilles, amb un nombre limitat d'objectes: flors i unes poques fruites en bols de porcellana, però també dolces i postres a la manera de Van der Hamen, situats sobre una lleixa coberta amb estovalles blanques amb vora d'encaixos.
Sense abandonar aquesta forma de fer, en obres posteriors introdueix una major varietat de motius: les ceràmiques de Manises en tests de flors, rigorosament frontals, alternen amb els més sofisticats gerros de porcellana de Delft, així en els dues floreres datats el 1664 de la col·lecció Masaveu sobre rics cobretaules ramejats. I amb ells, modests cistells de vímet i elegants escriptoris de banús que serveixen de suport a pintures historiades en les quals imita gravats flamencs, peces de caça i peix o diversos atuells de cuina, en els quals es posa de manifest una manera de vida polit i ordenat. A vegades (Natura morta de figues en un paisatge, Museu del Prado), el tema s'obre a un paisatge al que pot incorporar-se algun animal viu (Racó de jardí amb gosset, Museu del Prado) i, més rarament, la figura humana, omplint amb ella l'espai (Caçador bevent, Museu de Belles Arts de València).

## Obres

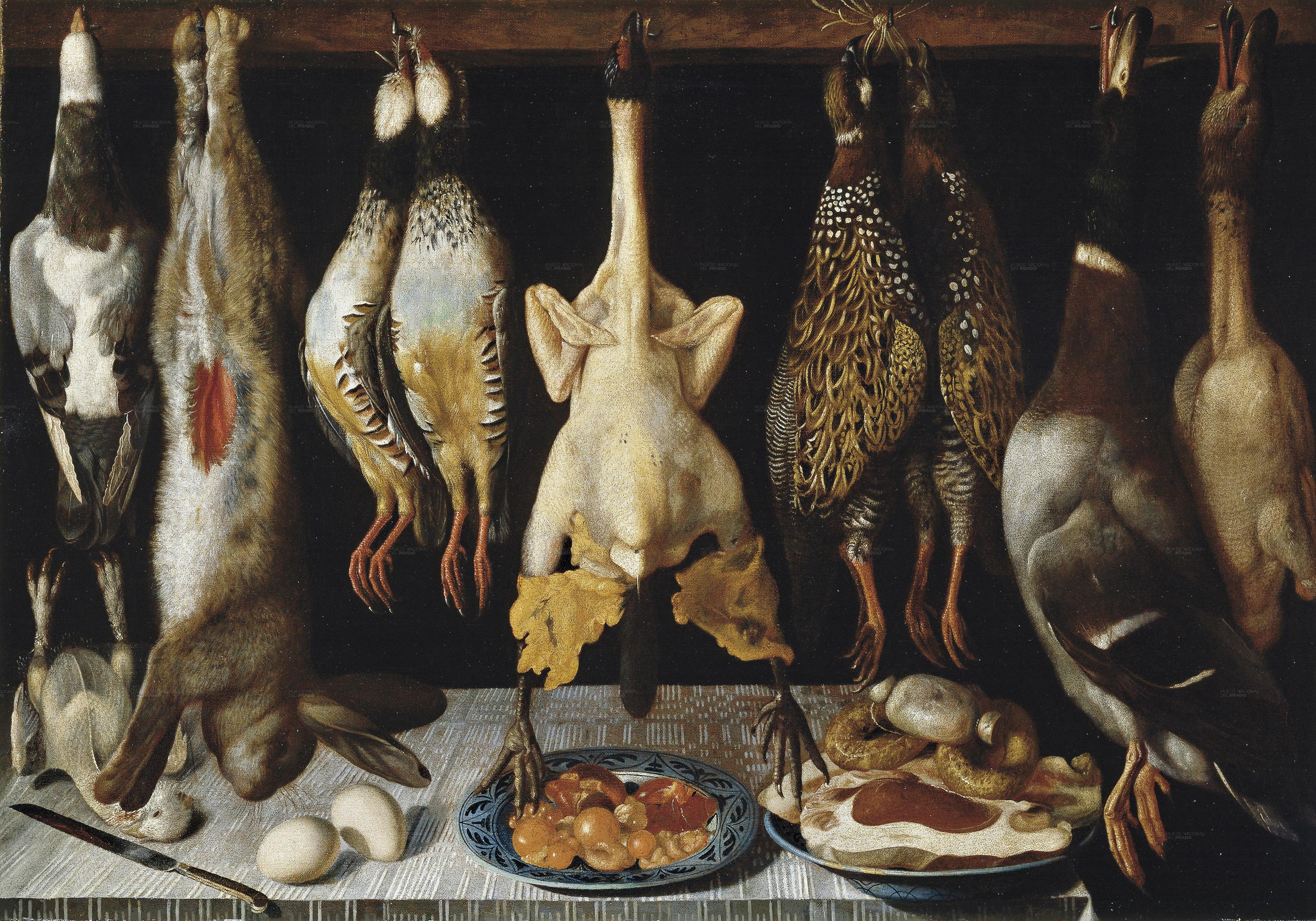
Natura morta d'aus i llebre, oli sobre llenç, 115 x 86 cm. Museu del Prado. Signat i datat en el revers: THOMAS YEPES/EM FECIT EN Va./1643.

El més complet conjunt d'obres de Yepes es troba al Museu del Prado, que disposava ja de set natures mortes, entre ells Natura morta de raïms, datat el 1649, Natura morta de cuina, 1658, i Racó de jardí amb gosset, als quals es van afegir el 2006, per dació d'impostos, altres set procedents de la col·lecció Naseiro, entre els quals es troben els dos de data més primerenca coneguda, 1642: Fruiter de Deft i dues floreres, i Dos fruiters sobre una taula. Amb ells, una Natura morta d'aus i llebre, un altre de dolços a la manera de Van der Hamen, un Paisatge amb una vinya i dues floreres de 1643, que permeten apreciar la versatilitat del pintor dins del gènere.
Altres obres destacades es conserven al Museu de Belles Arts de València: Natura morta amb fruiter de ceràmica,Caçador bevent en un rierol i Caçador dormit en un paisatge, aquestes dues últimes rares peces en les quals fa acte de presència la figura humana. La Fondation Raus pour le Tiers-Monde (Zuric) disposa de dues escenes de corral: Gall dindi, perdiu i colom en una terrassa i Gall, gallina i pollets. I encara són abundants les natures mortes i floreres en col·leccions privades.
També se li atribueixen un parell de pintures del gènere Vanitas, en col·lecció privada, de notable simplicitat, en les quals, al costat de la calavera i el rellotge de sorra, destaquen les flors resoltes amb tot gènere de detalls. De la pintura religiosa, de la qual existeix informació documental, únicament s'ha conservat una Verge dels desemparats signada el 1644, Monestir de les Descalces Reials, Madrid, que és en rigor un natura morta o artifici de la venerada imatge en el seu altar, entre dos canalobres i totalment recoberta de joies, reliquiaris, rosaris i miniatures pintades, en la descripció de les quals el pintor ha posat tots els seus coneixements d'escenes de natura morta.